# Ольянтайтамбо
Ольянтайтамбо (ісп. Ollantaytambo, кеч. Ullantaytampu) — сучасне місто та археологічна пам'ятка культури інків на півдні Перу за 60 км на північний захід від міста Куско в окрузі Ольянтайтамбо, провінція Урубамба, регіон Куско.

## Географія
Місто розташоване на висоті 2792 метри над рівнем моря біля річки Патаканча неподалік від місця, де вона впадає в річку Урубамба. Основне поселення розташоване на лівому березі Патаканчі, а невеликий фрагмент (Аракхама) — на правому. Церемоніальний центр знаходиться позаду Аракхами на схилах гори Серро-Бандоліста (ісп. Cerro Bandolista).

### Клімат
Місто перебуває у зоні так званої «гірської тундри», котра характеризується кліматом арктичних пустель. Найтепліший місяць — листопад із середньою температурою 11.1 °C (52 °F). Найхолодніший місяць — липень, із середньою температурою 7.7 °C (45.9 °F).
| Клімат Ольянтайтамбо    | Клімат Ольянтайтамбо | Клімат Ольянтайтамбо | Клімат Ольянтайтамбо | Клімат Ольянтайтамбо | Клімат Ольянтайтамбо | Клімат Ольянтайтамбо | Клімат Ольянтайтамбо | Клімат Ольянтайтамбо | Клімат Ольянтайтамбо | Клімат Ольянтайтамбо | Клімат Ольянтайтамбо | Клімат Ольянтайтамбо | Клімат Ольянтайтамбо |
| Показник                | Січ.                 | Лют.                 | Бер.                 | Квіт.                | Трав.                | Черв.                | Лип.                 | Серп.                | Вер.                 | Жовт.                | Лист.                | Груд.                | Рік                  |
| Середній максимум, °C   | 14,9                 | 14,7                 | 15,4                 | 15,3                 | 15,4                 | 15,1                 | 15,1                 | 16                   | 16,4                 | 17,1                 | 17,3                 | 16                   | 15,7                 |
| Середня температура, °C | 10,4                 | 10,4                 | 10,5                 | 10,1                 | 9,1                  | 7,9                  | 7,7                  | 8,7                  | 10                   | 10,8                 | 11,1                 | 11,1                 | 9,8                  |
| Середній мінімум, °C    | 2,7                  | 2,7                  | 2,7                  | 1,4                  | −0,2                 | −2,3                 | −2,5                 | −1,6                 | 0,4                  | 1,6                  | 2                    | 2,2                  | 0,8                  |
| Норма опадів, мм        | 153.3                | 138.6                | 124.7                | 49.6                 | 12.3                 | 3.2                  | 6.6                  | 11.4                 | 30.2                 | 44.8                 | 72.1                 | 115.3                | 762.1                |
| Днів з опадами          | 18,9                 | 24,6                 | 16,9                 | 11,2                 | 6,4                  | 2,6                  | 2,6                  | 3,7                  | 8,5                  | 10,3                 | 10,9                 | 16,1                 | 132,7                |
| Вологість повітря, %    | 67.1                 | 67.7                 | 67.5                 | 61.8                 | 56.5                 | 51.3                 | 49.8                 | 50.8                 | 54.2                 | 54.3                 | 55.4                 | 61.5                 | 58.2                 |
| ----------------------- | -------------------- | -------------------- | -------------------- | -------------------- | -------------------- | -------------------- | -------------------- | -------------------- | -------------------- | -------------------- | -------------------- | -------------------- | -------------------- |
| Джерело: Weatherbase    |                      |                      |                      |                      |                      |                      |                      |                      |                      |                      |                      |                      |                      |

## Історія

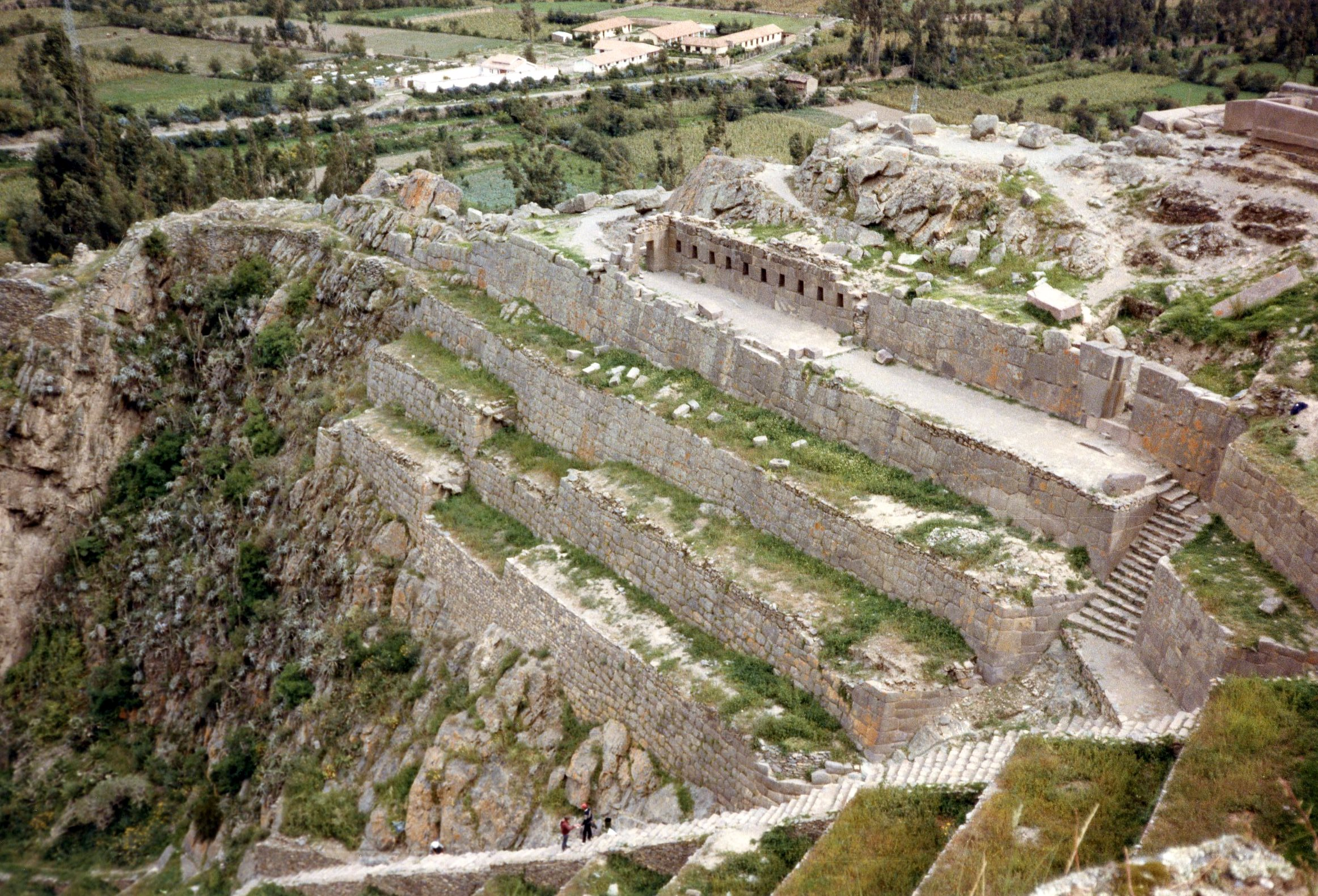
Загальний вигляд

У роки існування інкської імперії Ольянтайтамбо був особистим володінням інки Пачакуті. Хроніст Педро Сарм'єнто де Гамбоа повідомляє, що Пачакуті здобув перемогу над жителями Ольянтайтамбо, що чинили йому опір, та дощенту зруйнував старе поселення. Згодом він збудував там нове поселення та церемоніальний центр. При ньому ж були зведені тераси та інші засоби іригації.
Під час конкісти у місті знайшов притулок Манко Юпанкі, вождь інкського опору 1536 року на рівнині Маскабамба поблизу Ольянтайтамбо Манко Інка розгромив іспанську експедицію, заблокувавши її просування та затопивши рівнину. Попри цю перемогу, Манко Інка не вважав місто надійним укриттям і в тому ж році перемістив свою резиденцію в лісисту Вількабамбу.
1540 року Ернандо Пісарро (брат Франсиско Пісарро) запровадив для місцевого населення енком'єнду (різновид кріпосного права).
У 19 столітті інкські руїни привернули увагу закордонних мандрівників, які опублікували повідомлення про давнє місто.
Останнім часом місто стало важливим туристичним центром і входить до туристичного комплексу «Дорога інків» («Дорога в Мачу-Пікчу»), яка розрахована на подорож протягом 4 ночей і 3 днів з відвідуванням найвизначніших пам'яток культури інків.

## Планування та основні будівлі
Основне поселення мало трапецієподібне планування з чотирма поздовжніми вулицями (ісп. Pata calle, Chaupi calle, Horno calle та Laris calle), які перетинали сім коротших паралельних вулиць. Ймовірно, в центрі цієї «решітки» розташовувалась велика площа, відкрита зі сходу. З інших сторін площа була оточена різними міськими спорудами. Будинки інкської епохи з північної сторони площі були споруджені з необроблених кам'яних блоків, а на заході й на півдні — з оброблених та підігнаних за розміром каменів. Усі блоки в південній половині міста були виконані за тим самим проєктом: кожний являв собою дві «канча», оточених стінами комплексів з чотирма однокімнатними будівлями навколо центрального двору. Будинки в північній половині сильніше розрізняються за плануванням, проте більшість з них в такому поганому стані, що їхній оригінальний план важко відновити.

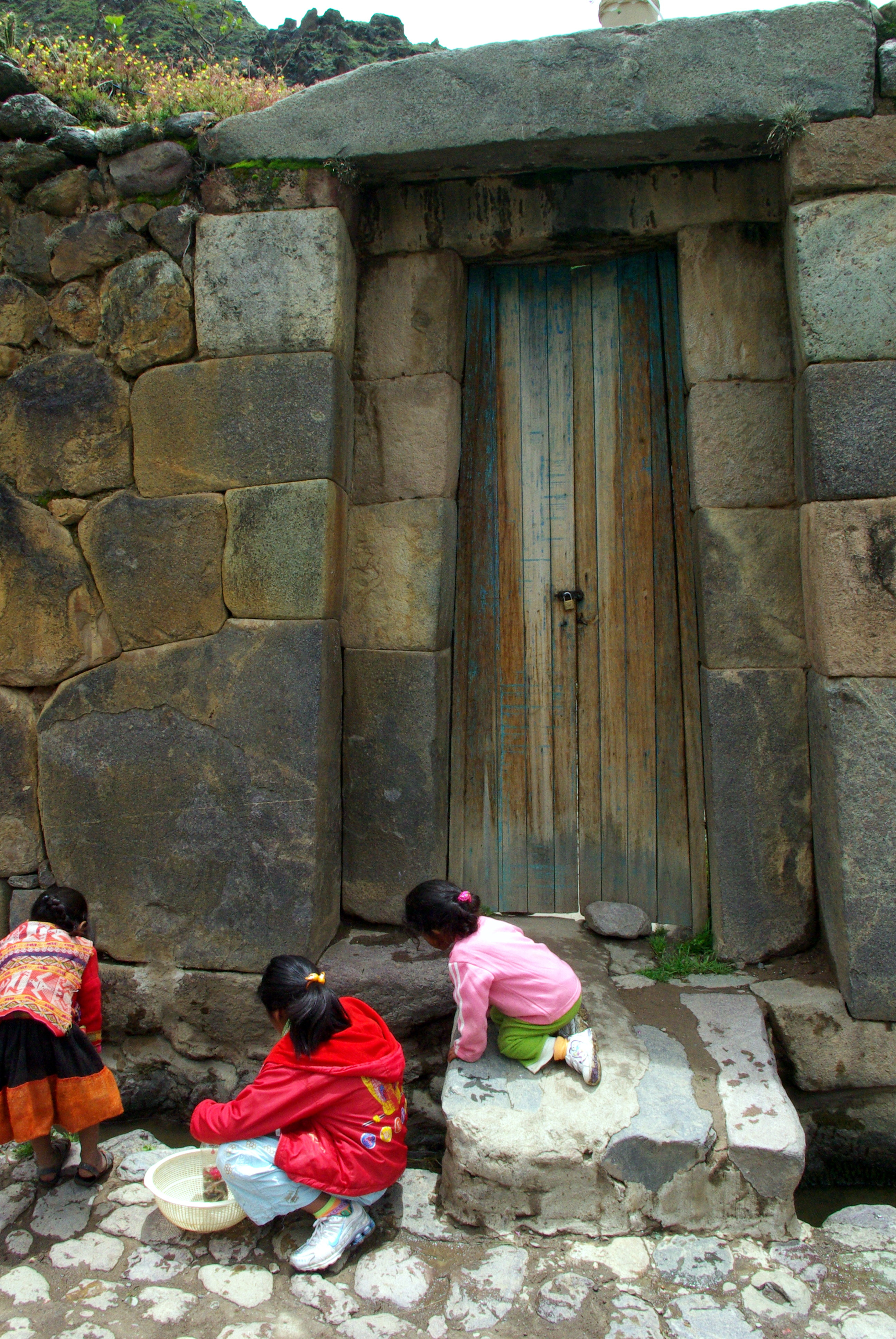
Інкська дверна пройма. Виконана у вигляді подвійної трапеції, що свідчить про високий статус власника або церемоніальне призначення будівлі

Точна хронологія будівництва Ольянтайтамбо досі невідома. Частина споруд в сучасному місті датується кінцем 15 століття. Ольянтайтамбо є одним з найкраще збережених інкських поселень, заселених до сьогодні. Його планування та будівлі зазнали різних змін внаслідок пізнішого будівництва. Наприклад, в південній частині міста оригінальна еспланада інкського періоду була перетворена на Площу Зброї (Plaza de Armas), оточену будівлями колоніального та республіканського періодів. Площа в центрі міста зникла, оскільки на її місці в колоніальний період було побудовано декілька будівель.

### Храмовий пагорб
Недобудований в епоху інків Храмовий сектор був виконаний з витесаних та підігнаних один до одного кам'яних блоків, на відміну від двох інших секторів Храмового пагорба, виконаних з необроблених каменів. До нього можна піднятися сходами, які закінчувалися на терасі з недобудованою брамою та прибудовами десяти ніш, що складаються з однієї кімнати. Позаду них знаходиться відкритий простір, де розташована Платформа з різьбленим кріслом і дві незакінчені монументальні стіни. Основною спорудою сектора є Храм сонця, незавершена будівля, в якій є Стіна шести монолітів. У Середньому та поховальному секторах розташовано кілька прямокутних будівель, деякі з них — двоповерхові. У Середньому секторі є також кілька фонтанів.
Незакінчені будівлі на Храмовому пагорбі та численні кам'яні блоки, розташовані в різних місцях, свідчать про те, що храм залишався незавершений у той час, коли місто покинули інки. Деякі блоки були явно вилучені з готових стін, тобто будівлі намагалися перебудовувати. Невідомо, яка подія перервала побудову храму, за різними версіями, це могли бути Інкська громадянська війна між Уаскаром та Атауальпою, іспанська конкіста або втеча Манко Інки з Ольянтайтамбо в Вількабамбу.

### Тераси
Долини річок Урубамба та Патаканча вкриті широкою мережею сільськогосподарських терас, які починаються в низинах долин та підіймаються вгору навколишніми горбами. Тераси уможливлювали вести сільське господарство на раніше непридатних до обробки землях, а також дозволяли скористатися різними екологічними зонами, що виникли внаслідок різниці висот. Тераси в Ольянтайтамбо були виконані з набагато більшим мистецтвом, ніж звичайні тераси інків, наприклад, вони оточені вищими стінами, виготовленими з висічених каменів, а не з необроблених. Подібні споруди виявлено в таких важливих центрах інків, як Чінчеро, Пісак та Юкай.

### Палац Пачакуті
На південному краю Кальєхона над річкою Урубамба розташована археологічна пам'ятка епохи інків, що називається Келью Ракай (Q'ellu Raqay). З'єднані між собою будівлі та площі мають незвичайну конструкцію — для інкської архітектури були характерні зовсім інші споруди, переважно однокімнатні. Оскільки це місце було відокремлене від інших будівель Ольянтайтамбо та оточене терасами, існує припущення, що тут розташовувався палац, побудований для імператора Пачакуті.

### Зерносховища
На схилах гір навколо Ольянтайтамбо інки спорудили кілька зерносховищ колька (кеч. qullqa) з необроблених каменів. Завдяки розташуванню на великій висоті, де сильніший вітер та нижча температура, зерно природним шляхом захищалося від гниття. Крім того, сховища були забезпечені системою вентиляції. Вважається, що в них зберігалася продукція сільськогосподарських терас, розташованих навколо міста. Зерно, мабуть, засипали через вікна, що виходять у бік вершини пагорба, а висипали через вікна з протилежного боку.

### Каменоломні
Основні каменоломні для будівлі Ольянтайтамбо розташовувались у Качікхата (Kachiqhata) в ущелині біля річки Урубамба за 5 км від міста. У каменоломнях добувалися блоки з рожевого риолиту для будівлі споруд на Храмовому пагорбі. Складна мережа доріг та узвозів з'єднувала їх з основними зонами забудови. У районі каменоломень виявлено кілька чульпа, невеликих кам'яних веж, що в доколумбові часи служили за поховальні споруди.

## Види міста

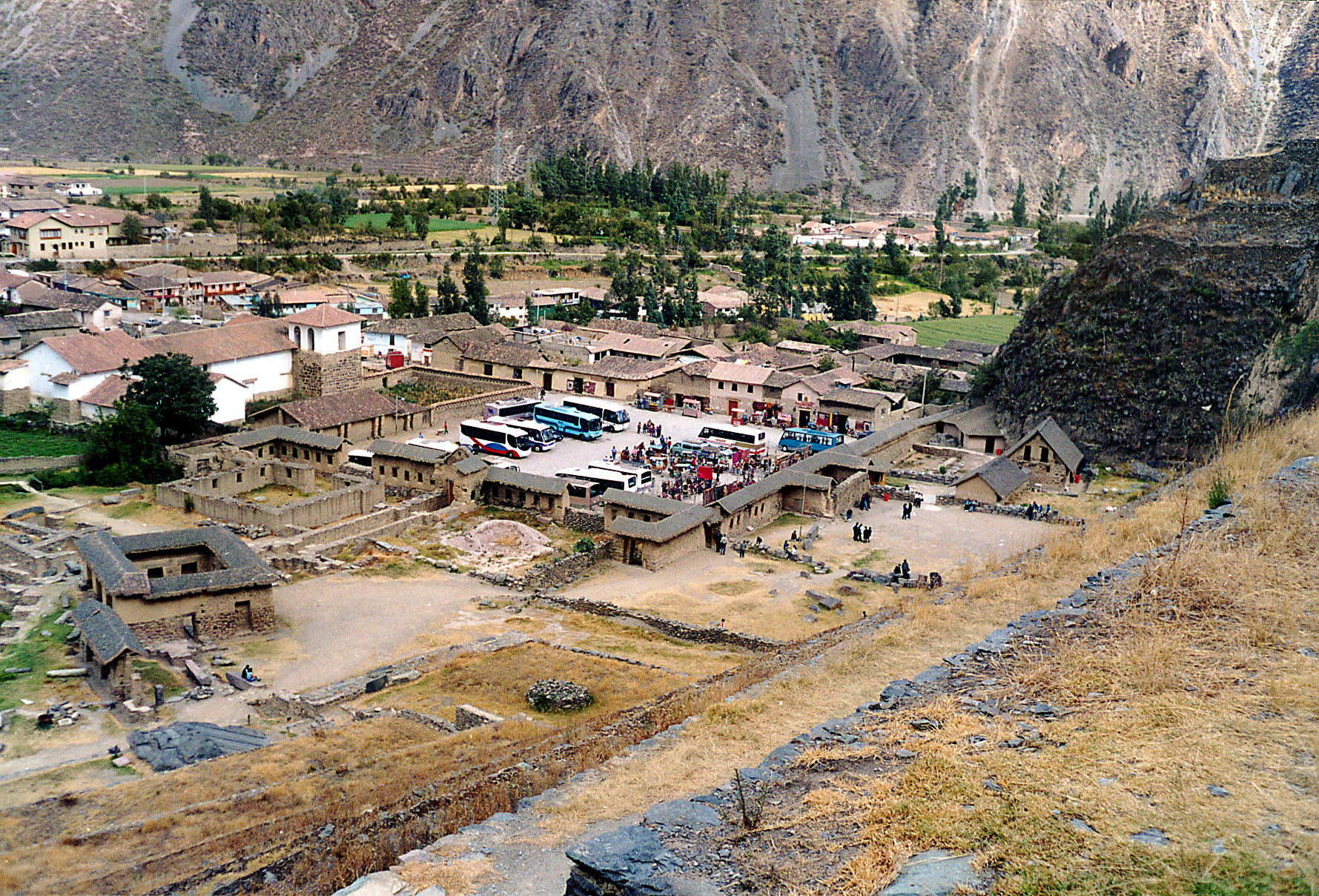
Аракама ('Araqhama) та площа Маньяракі
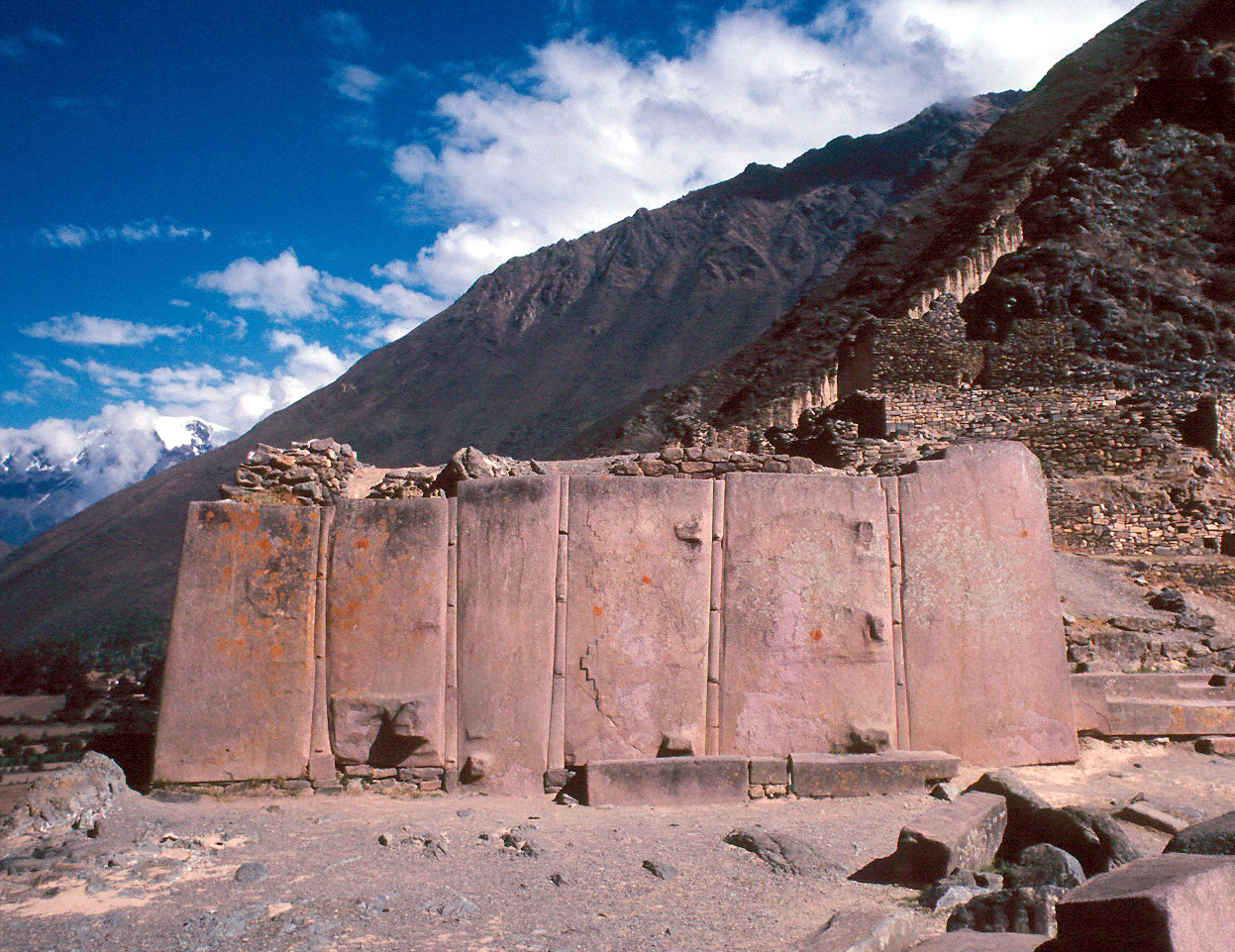
Стіна Шести монолітів
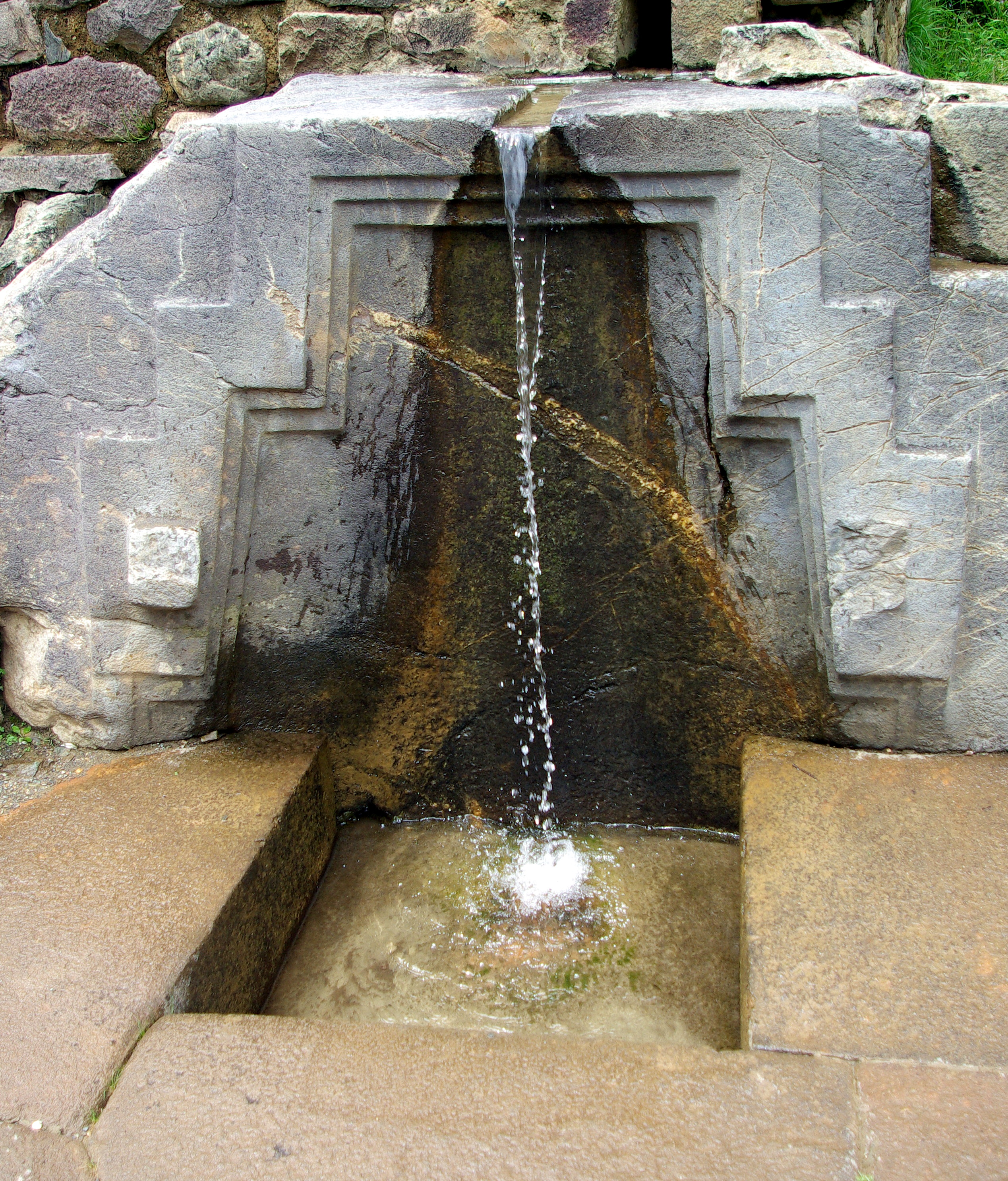
«Купальня принцеси», фонтан біля основи руїн.
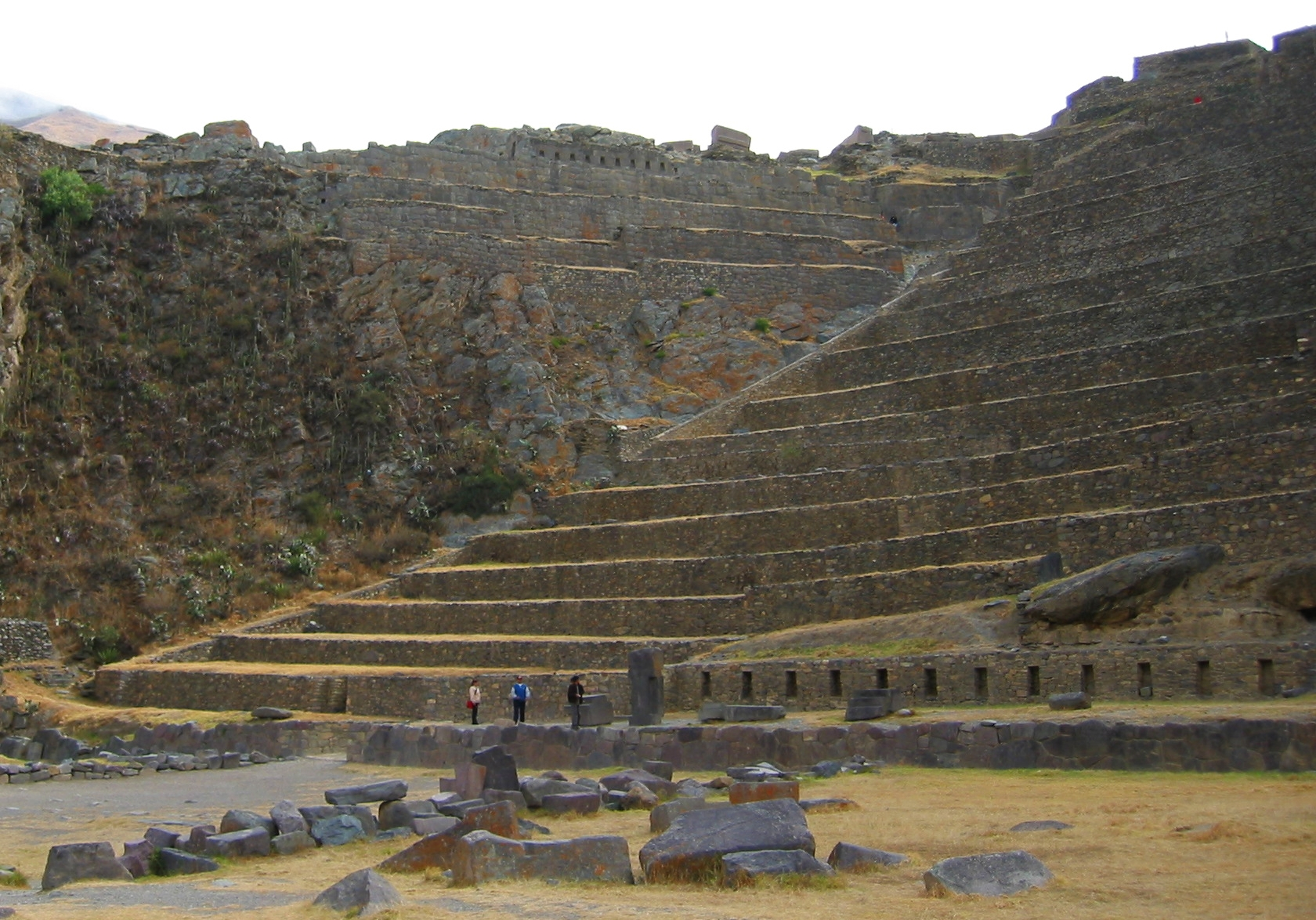
Тераси Пуматалліса
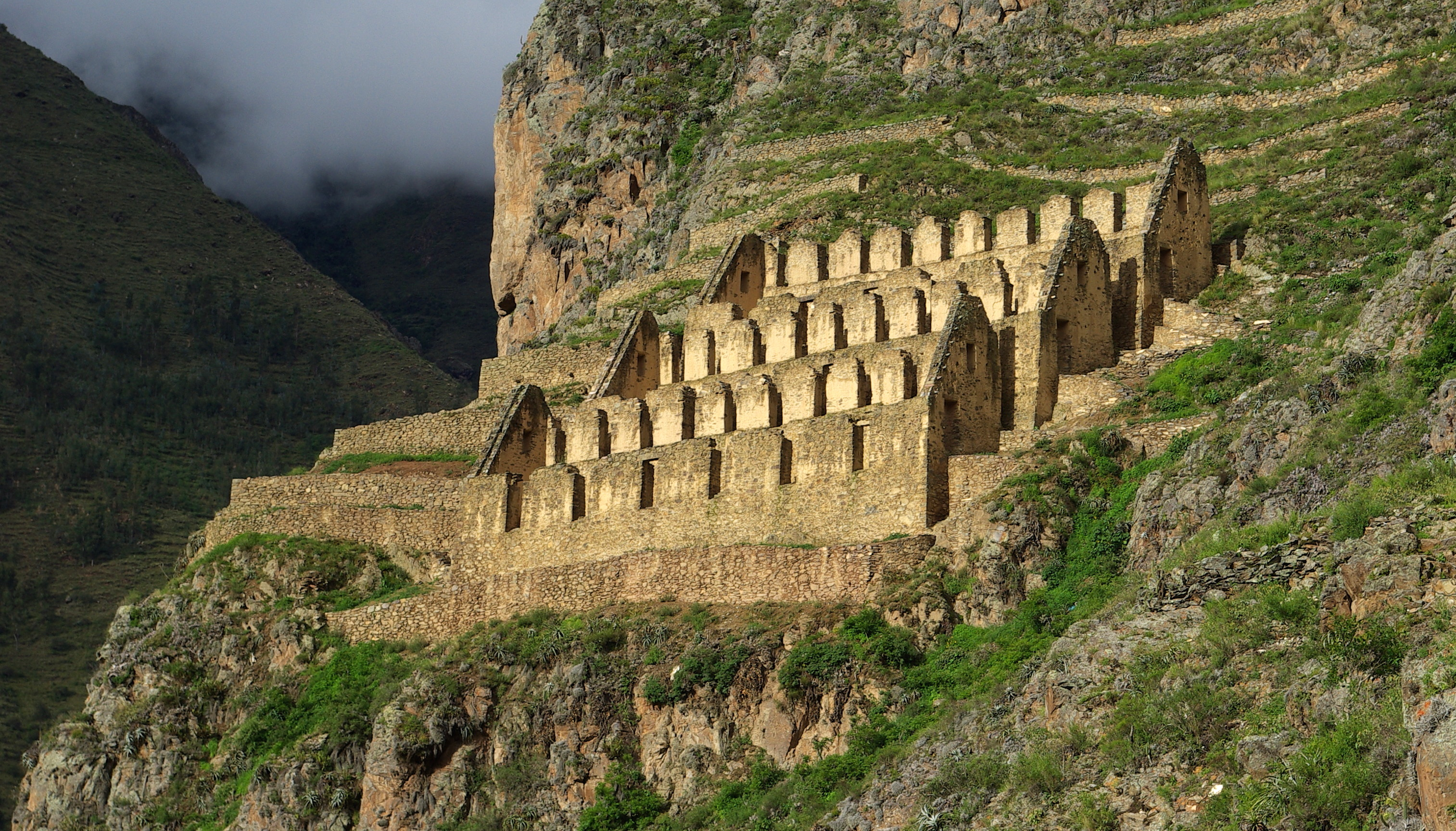
Зерносховища періоду інків